# Klorat

Strukturformeln för en klorat-jon.

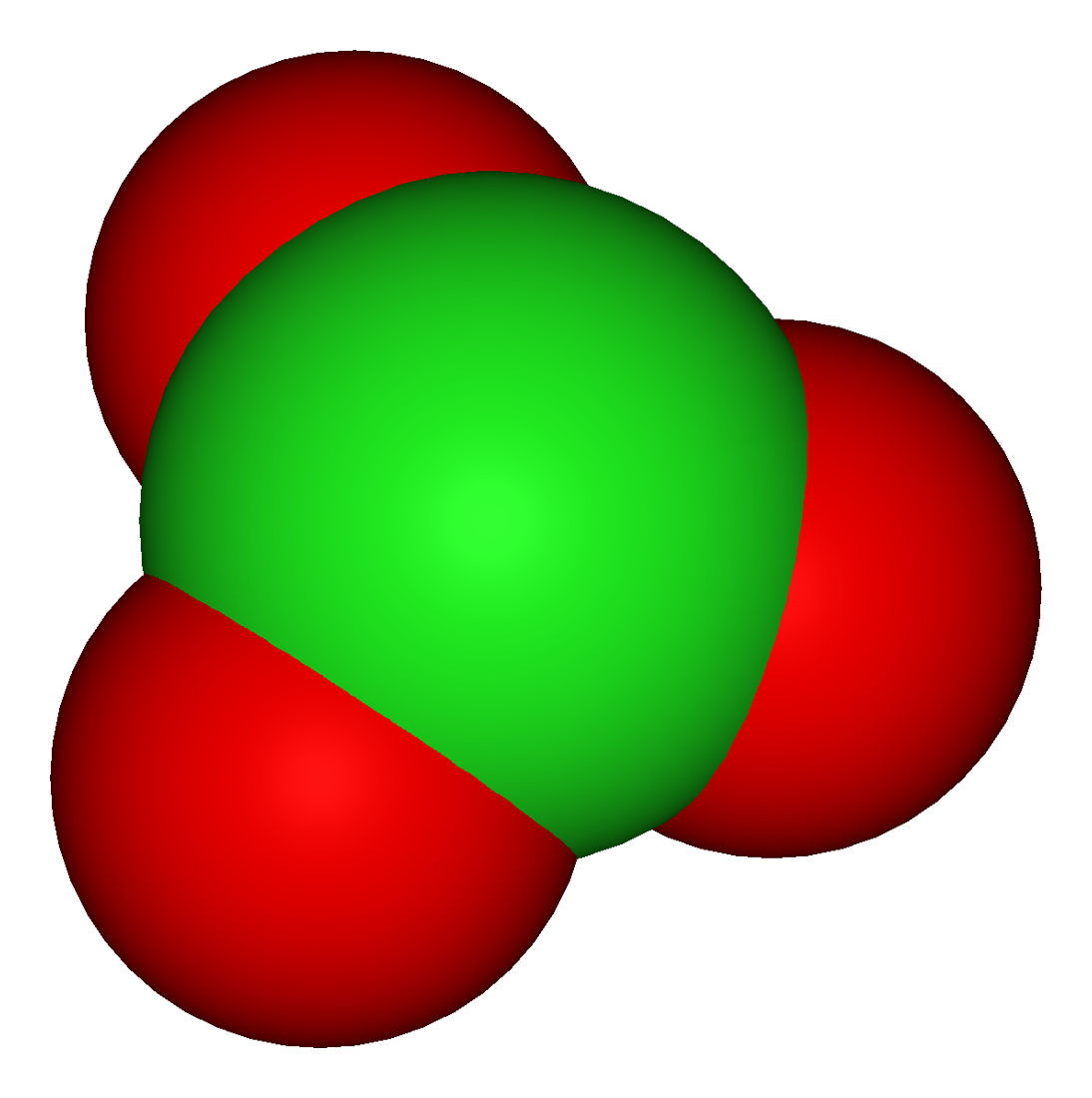
Molekylmodell av en klorat-jon.

Klorater är salter av klorsyra och innehåller kloratjonen ClO3–.
Klorater är starka oxidationsmedel som angriper metaller och kan bilda explosiva blandningar med de flesta brännbara material (socker, sågspån, alkohol, fotogen etc). Denna egenskap har gjort klorater populära inom pyroteknik, men på grund av sin instabilitet så har de till stor del ersatts av perklorater.

## Struktur
Kloratjonen har tre resonanstillstånd som orsakas av att den elektron som ger hela jonen dess negativa laddning hoppar mellan de tre syreatomerna.